# Constantin von Bentheim

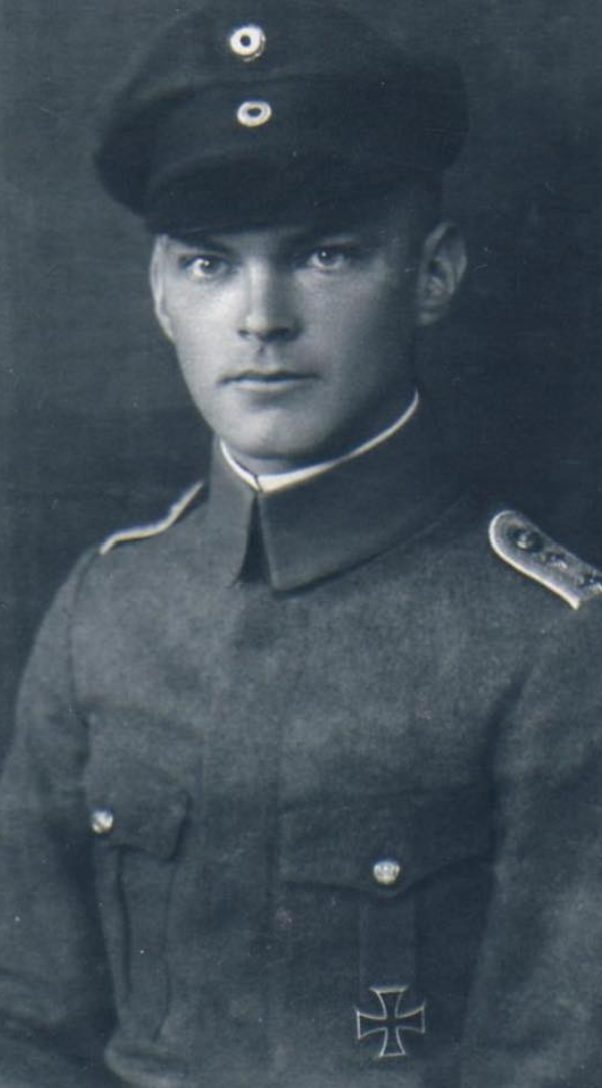
Constantin von Bentheim im Ersten Weltkrieg.

Constantin von Bentheim (* 4. Oktober 1886 in Münster; † 2. März 1975 in Großhansdorf) war ein Unternehmer und Angehöriger der Schwarzen Front. In der Zeit des Nationalsozialismus wurde er über fast 9 Jahre inhaftiert.

## Leben

### Herkunft und Familie
Sein Vater war Offizier. Er hatte einen Sohn der nach Südafrika auswanderte.

### Karriere
Ab dem Jahre 1898 durchlief er die nächsten sechs Jahre eine Erziehung an der Preußischen Kadettenanstalt. Nach Absolvierung dieser trat er 1904 als Seekadett in die Kaiserliche Marine ein, bevor er schon 1905 in die preußische Armee übertrat. In den folgenden Jahren wirkte er als Leutnant im 6. Thüringischen Infanterie-Regiment Nr. 95 in Sachsen-Coburg und Gotha, bevor er 1911 seinen Abschied von der deutschen Armee nahm, um zur kaiserlich-osmanischen Armee im Range eines Oberleutnant überzutreten. In dieser Position nahm er am Tripoliskrieg und am Balkankrieg teil und wirkte unter anderem als Adjutant des osmanischen Kriegsministers Enver Pascha. Nach Ausbruch des Ersten Weltkrieges kehrte er wieder nach Deutschland zurück und leiste bis 1915 Kriegsdienst an der Ostfront. Danach wechselte er zu den Luftstreitkräften und wirkte bis Ende des Krieges als Flieger an der Westfront. Er diente so vom 9. August 1917 bis zum 1. April 1918 als Staffelführer der sogenannten Jagdstaffel 8 und wurde nach Gründung der Jagdgruppe 1 (bestehend aus den Jagdstaffel 8, 17, 24, 48) am 6. Januar 1918 von Hauptmann Blumberg zum Kommandeur ernannt. Er wurde im Krieg mehrfach ausgezeichnet, so auch mit dem Eisernen Kreuz.
In den Wirren der Nachkriegszeit schloss er sich dem Freikorps des Siegfried zu Eulenburg-Wicken als Bataillonskommandeur an und schied 1919 mit dem Range eines Hauptmanns erneut aus der Preußischen Armee aus. 1920 besuchte er die Handelshochschule im Berlin der neugegründeten Weimarer Republik. Nach Absolvierung jener trat er am 1. Januar 1922 er in die Junkers Flugzeug- und Motorenwerke ein und arbeitete dort am Aufbau des Luftverkehrsunternehmens „Lloyd Ostflug“ mit. Auch wirkte er im selben Jahre als Mitglied einer Kommission in Moskau zur Einrichtung des Junkers-Werkes in Fili und einer Militärfliegerschule für die Streitkräfte der Weimarer Republik, der Reichswehr, in der Ukraine. In den folgenden Jahren arbeitete er bis 1925 in den Balkanstaaten und in der Türkei für Junkers, wo er die Luftverkehrskonzessionen und die Einrichtung eines Flugzeugwerkes bei Kayseri in Anatolien erwarb.
1926 wechselte er in die neugegründete Deutsche Luft Hansa und vertrat bis 1927 die deutschen Luftfahrtinteressen in Moskau beim „Transeurasia-Projekt“. Danach half er bis 1929 beim Aufbau des deutschen Luftverkehrs nach Südosteuropa und der Türkei. Nachfolgend wirkte er bis 1932 als Flugleiter des Flughafens Essen-Mülheim und trat 1930 in die NSDAP ein. Eine kurze Verwendung als Abteilungsleiter der Deutschen Lufthansa in Berlin folgte bis 1934. In dieser Zeit engagierte er sich im Ruhrgebiet für die sogenannte Schwarze Front. Wegen politischer Differenzen arbeitete er die nächsten Jahre im Reichsverband der deutschen Luftfahrtindustrie als Beauftragter für Südosteuropa und dem Nahen Orient. Zuletzt wohnte er in Kleinmachnow.
Wegen Mitarbeit in der Schwarzen Front wurde er im November 1936 mit zahlreichen Mitgliedern der Organisation, darunter der Volkswirt Georg Förder, Karl Kniffka und die Ärztin Irmgard Röhmer (Tochter von Karl Litzmann), von der Gestapo verhaftet und 1937 durch den Volksgerichtshof zu 7 Jahren Zuchthaus wegen Vorbereitung zum Hochverrat verurteilt. Nach Haftverbüßung im Zuchthaus Brandenburg an der Havel, wurde seine Haft verlängert. Er saß darum bis Ende des Krieges in verschiedenen Konzentrationslagern, zuletzt in Buchenwald. Nach Befreiung wurde er 1946 Direktor des Werkes Siemens-Plania als Treuhänder der Stadt Berlin. Nachfolgend diente er bis 1948 als kaufmännischer Direktor der Mineralölwerke Wintershall AG in Lützkendorf bei Halle (Saale). Nach schweren Differenzen mit der SED siedelte er 1949/50 nach Hamburg in Westdeutschland über. Dort wirkte er von 1951 bis 1953 als Teilzeitarbeiter bei der Deutschen Treuhand AG und der Barmenia Versicherung. 1954 ging er in den Ruhestand.